# 李晋藩
李晋藩（1924年10月—2019年5月6日），汉族，山西岢岚人，中华人民共和国政治人物。1936年9月参加革命，1945年9月加入中国共产党。曾任内蒙古自治区第五届政协秘书长、党组成员，第五届、六届政协常委。
1995年4月离休。2019年5月6日在呼和浩特去世，享年94岁。